# San Rafael (Cile)
San Rafael è un comune del Cile della provincia di Talca nella Regione del Maule. Al censimento del 2002 possedeva una popolazione di 7.674 abitanti.

## Società

### Evoluzione demografica
| Censimento del 1992 | Censimento del 2002 |
| 7.209 ab.           | 7.674 ab.           |